# Carry You Home (Tiësto)
Carry You Home is een nummer uit 2017 van de Nederlandse dj Tiësto, in samenwerking met het Noorse producers-duo Stargate, ingezongen door de Amerikaanse zanger Aloe Blacc.
"Carry You Home" werd een klein hitje in Nederland. Het haalde de 38e positie in de Nederlandse Top 40. In Vlaanderen haalde het de Tipparade.